# Wenaiwika
Os Wenaiwika, Enaguas ou Piapoco são um povo indígena que habita em diversas localidades entre o rio Meta e o rio Guaviare, nos departamentos colombianos de Meta e Vichada e nas ribeiras do Orinoco, no estado do Amazonas (Venezuela). São mais de dezoito mil pessoas.  Os seus vizinhos Sikuani chamam-nos Deja. Também são conhecidos como Yapaco, Cuipoco, Cumanaica, Chasé ou Dzase.

## Origem
De acordo com os seus relatos provem da bacia do rio Negro, desde onde migraram através do rio Vaupés, para depois cruzar o rio Guaviare e chegar até ao território que actualmente habitam.

## Economia
A sua economia articula a agricultura com a pesca e a caça. Cultivam a mandioca amarga, milho, feijão, pupunha, Ananás, pimenta-malagueta, banana, arroz e cana de açúcar. O processamento da yuca amarga é um trabalho destacado na vida das mulheres, que obtêm o amido para fabricar tapioca e "farinha" (farinha tostada) e o sumo exprimido, para cozinhá-lo como "mingao", uma bebida típica.